# Paletten, Västerås
Paletten är en kyrka i Skerike församling i Västerås stift. Den ligger mitt i ett allaktivitetshus och delar byggnad med bland annat fritidsgård, familjecentrum, mödravård och barnavårdscentral. Byggnaden, ritad av arkitekt Olov Gynt, stod färdig 2012, medan kyrksalen invigdes först året därpå.

## Kyrkobyggnaden
Vallby började byggas på slutet av 1960- och början av 1970-talet men det dröjde innan Skerike församling skaffade sig några permanenta lokaler i stadsdelen. Till en början höll man till i hyrda lokaler vid behov. 1983 blev en lokal i en affärslänga ledig i centrala Vallby, där skapade man, vid sidan av bland annat post och mataffär, en församlingsgård och Hoppets kapell.
2010 bestämde församlingen att flytta ut ur den då mycket slitna och numera rivna församlingsgården och in i Bostadsaktiebolaget Mimers planerade runda hus omkring hundra meter därifrån. 7 december 2012 var det dags för invigning av huset, som hade fått namnet Paletten efter en namntävling eftersom det anknöt till den regnbågsfärgade fasaden, den skiftande verksamheten i huset och Vallbys befolkning med olika bakgrund. Även Svenska kyrkan använder namnet Paletten för sin verksamhet på platsen. Utöver kyrkosalen driver också Svenska kyrkan ett kafé i huset, och bland övrig verksamhet finns fritidsgård, öppen förskola och barnavårdscentral.
Redan i samband med invigningen av huset började församlingen använda kyrksalen, men den egentliga invigningen skedde först söndagen den 20 januari 2014 av biskop Thomas Söderberg, då han traditionsenligt slog sin kräkla tre gånger i kyrkporten. Kyrksalen är, liksom hela byggnaden, ritad av arkitekt Olov Gynt på White arkitekter. Väggen bakom altaret är rundad och ovanför finns en rund lanternin som släpper in dagsljus i salen, trots att den ligger mitt i byggnaden. Bakre delen av salen går att avskilja med en skjutvägg. Väggarna är klädda med stående träribbor och sittplatserna består av lösa stolar. En hel del av inredningen togs med från det tidigare Hoppets kapell, men en del nytillverkades också till den nya kyrkan.

## Inventarier
- Altartavlan i keramik är tillverkad till kyrkans invigning av Jutta Björkqvist, Vallby friluftsmuseum. Den består av ett halvklot omgivet av 12 strålar, lika många som årets månader och apostlarna, med blommönster och symboler.[2]
- På väggen vid altaret finns fyra glasmålningar, tillverkade av församlingens personal, som tidigare funnits i Hoppets kapell och som visar scener ur Jesus liv.[2]
- Dopfunt och altare är tillverkade av församlingens medarbetare och har båda tidigare stått i Hoppets kapell.[2]